# Walter Weston

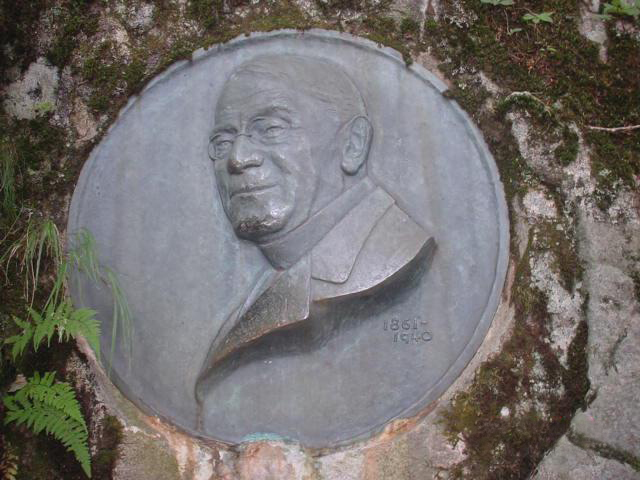
Walter Weston (Kamikōchi)

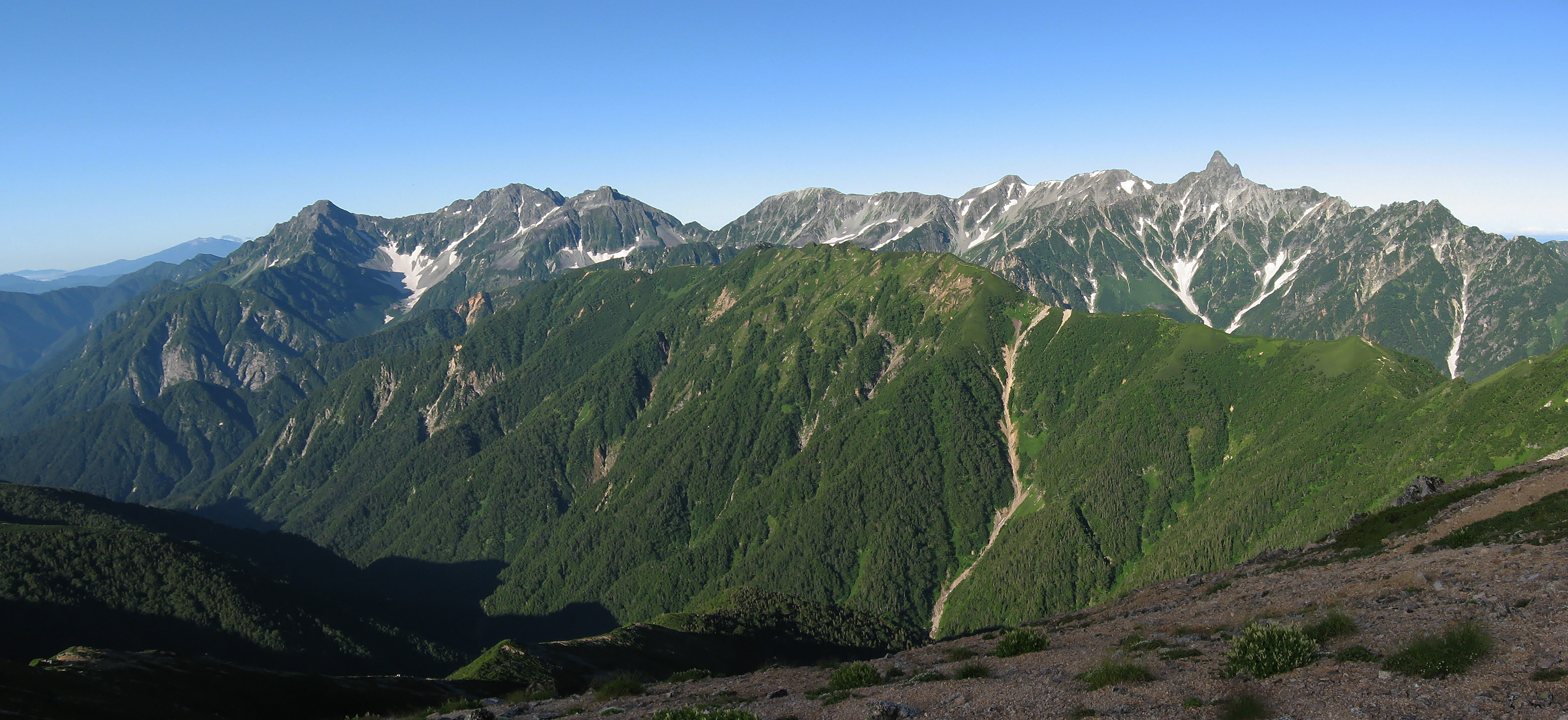
Japanische Alpen

Walter Weston (geboren 25. Dezember 1861 in Derby (England); gestorben 27. März 1940) war britischer Missionar, der in der Meiji-Zeit nach Japan kam. Er kann als Vater des modernen Bergsteigens in Japan bezeichnet werden.

## Leben und Werk
Walter Weston bestieg seit seiner Jugend mit seinem älteren Bruder Berge wie das Matterhorn in den Schweizer Alpen. Von der anglikanischen Kirche in England entsandt, besuchte er Japan dreimal: von 1888 bis 1893, von 1902 bis 1905 und von 1911 bis 1915. Während seiner Missionsarbeit in Kumamoto, Kōbe und Yokohama reiste er durch die Berggebiete der frühen Tage der Region Chūbu. Die Schönheit der Berge, die durch Japans einzigartiges feuchtes Klima geschaffen wurden, wurde als den Schweizer Alpen überlegen gepriesen, und der Name „Japanische Alpen“ verbreitete sich auf der ganzen Welt. Der Begriff wurde auch von den Japanern übernommen: 1903 kam es zur Gründung des Japanischen Alpinvereins.
1890 begann Weston seine Bergaktivitäten in Japan mit der Besteigung des höchsten Bergs Japans, des Fuji, den er dann noch öfters bestieg. Seine Freundschaft mit dem Jäger Kamijō Kamonji (上条 嘉門次, 1847–1917), dieser hinterließ viele Aufzeichnungen der Erstbegehungen, entstand in dieser Zeit. 1896 veröffentlichte Weston in London Climbing and Exploring the Japanese Alps.
Im Juni 1902 kam Weston mit seiner Frau zum zweiten Mal als Missionar der „British Overseas Missionary Group“ nach Japan, blieb bis März 1905 in Yokohama und diente als Priester in der St. Andrew’s Church. Januar 1910 wurde er Ehrenmitglied des Japan Alpine Club. Von 1911 bis 1915 kam er wieder, blieb wieder in Yokohama. Vom folgenden Jahr bis 1914 kletterte er hauptsächlich in der Präfektur Nagano. 1917 erhielt er den „Back Grant Award“ der Royal Geographical Society für seine Erforschung der Bergwelt in Japan.
1937 wurde im Bergland Kamikōchi (上高地) ein Gedenkstein für Weston angelegt. Das alljährlich im Juni stattfindende „Weston Festival“ ist eine bekannte Veranstaltung, die den Beginn des Sommers in den Nordalpen einläutet.